# Колубарска битка
Колубарска битка или Сувоборска битка је најзначајнија битка између војске Краљевине Србије и Аустроугарске у Првом светском рату. Вођена је у новембру и децембру 1914. године на фронту од преко 200 km на простору долине реке Колубаре, обронцима планине Сувобор и обронцима планине Маљен, тако да је терен Колубарске битке био превасходно брдовит. Окончана је успешном противофанзивом коју су извеле снаге Прве армије под командом генерала Живојина Мишића, против бројније и боље опремљене аустроугарске војске, у тренутку када је цео свет очекивао вести о капитулацији Краљевине Србије. Битка је у својим фазама била рововског типа. После победе српске војске у Колубарској бици на српском фронту до почетка јесени 1915. завладало је затишје. По окончању битке долази до спорадичне епидемије тифуса која ће добити велике размере почетком 1915.

## Увод
Поразом у операцијама око Дрине (Битка на Мачковом Камену), српска војска се нашла у тешком положају приморана на повлачење под борбом, суочена са недостатком артиљеријске муниције, мањком хране, одеће и обуће и што је можда било и најгоре са великим падом морала. Паралелно са војском пред зверствима аустроугарске војске повлачио се и народ који је додатно отежавао повлачење. Многи српски војници који су били из области које је заузела аустроугарска војска напуштали су своје јединице да би сместили своје породице на сигурно, након чега су се враћали, што је још више пољуљало морал српске војске. Све ове чињенице јасно су указивале да је српска војска и сама Краљевина Србија пред пропашћу и да нема могућности ни да се аустроугарско напредовање заустави, а камоли да се крене у противнапад. Додатни терет представљало је и време, које је додатно онеспособило кретање по блатњавим путевима западне Србије и које ће се показати као један од најбољих савезника српске војске, мада је већи део српске војске био мокар до голе коже, због мањка шаторског платна.
У ноћи 14. новембра командант I армије генерал Петар Бојовић бива рањен и због тога је повучен са дужности. На његово место бива постављен генерал Живојин Мишић, дотадашњи помоћник начелника штаба Врховне команде Радомира Путника, иначе човек рођен на Сувобору.
Мишић је команду од Петра Бојовића преузео у механи код моста на реци Рибници.

## Аустроугарска Балканска војска
Врховни командант је био надвојвода Фридрих фон Хабзбург, а начелник штаба Врховне команде Конрад фон Хацендорф. Укупна јачина Аустроугарске Балканске војске износила је око 400.000 војника и 400 топова. Балканска војска није била подређена начелнику Аустроугарског генералштаба, већ је била под директном командом врховног команданта.
- Пета армија имала је 82 батаљона, 11 ескадрона коњице и 43 батерије, под командом генерала Либоријуса фон Франка.
- Шеста армија имала је 160 батаљона, 12 ескадрона и 84 батерије, непосредни командант фелдцојгмајстер Оскар фон Поћорек.
- Групе Шњарић и Хаусер, једна бригада и 15 батаљона пешадије, била је лоцирана на горњој Дрини на простору Фоче.

## Српска војска
Уочи Колубарске битке Српска војска је имала око 270.000 војника, 426 топова и 180 митраљеза. Врховни командант био је регент Александар I Карађорђевић, а начелник штаба Врховне команде војвода Радомир Путник.
- Обреновачки одред, пет пукова и пет самосталних батаљона трећег позива, Скопски батаљон, јачине 10.000 војника, 26 топова и 8 митраљеза, под командом пуковника Милисава Лешјанина, касније пуковника Душана Туфегџића.
- Друга армија, Коњичка дивизија пуковника Бранка Јовановића, Шумадијска дивизија првог позива пуковника Божидара Терзића, Тимочка дивизија првог позива пуковника Војислава Живановића и Моравска дивизија првог позива генерала Илије Гојковића. Друга армија била је јачине 88.000 војника, 138 топова и 66 митраљеза, под командом војводе Степе Степановића.
- Трећа армија, Тимочка дивизија другог позива пуковника Мирка Милосављевића, Дринска дивизија другог позива пуковника Крсте Смиљанића, Дринска дивизија првог позива пуковника Николе Стевановића и Комбинована дивизија генерала Михаила Рашића. Трећа армија била јачине је 65.000 војника, 80 топова и 40 митраљеза, под командом генерала Павла Јуришића Штурма.
- Прва армија, Моравска дивизија другог позива пуковника Љубомира Милића, Дунавска дивизија првог позива пуковника Миливоја Анђелковића Кајафе, Дунавска дивизија другог позива пуковника Милоша Васића. Прва армија је била јачине 54.000 војника, 80 топова и 40 митраљеза, под командом генерала Живојина Мишића.
- Ужичка војска, Шумадијска дивизија другог позива пуковника Драгутина Миловановића, Ужичка бригада пуковника Ивана Павловића и Лимски одред пуковника Јеврема Михаиловића. Ужичка војска била је јачине 32.000 војника, 55 топова и 15 митраљеза, под командом генерала Вукомана Арачића.
- Одбрана Београда, три пука другог и трећег позива и два ескадрона коњице, јачине 19.000 војника, 47 топова и 10 митраљеза, под командом генерала Михаила Живковића.

О стању пред Колубарску битку, на фронту на Гучеву Врховна команда пише: „Српски положаји на Гучеву били су засути ватром, и уништени већ први дан. ”

## Распоред снага пред битку

### Аустроугарска Балканска војска
Пета армија Аустроугарске Балканске војске имала је главни задатак да овлада висовима на десној обали Колубаре и да обезбеди пругу Обреновац – Ваљево. Шеста армија Аустроугарске војске имала је задатак да се групише на простору Ваљева и да напада према југу преко Маљена и Сувобора. Група Шњарић и Хаусер имала је задатак да узнемирава Ужичку војску и да у повољном тренутку пређе реку Дрину. Аустроугарски ратни план је био да овлада висовима десно од Колубаре, да обезбеди пругу Ваљево – Лајковац – Обреновац, како би безбедно могли да дотурају материјал Балканској војсци, а потом да освоје Београд и да наставе надирање према југу велико-моравским правцем. План је предвиђао да се Београд нападне и освоји 20. новембра. После тога већина снага би се пребацила моравским правцем. Главни удар на српске положаје на Колубари требало је да изведе Пета армија, помогнута 13. корпусом Шесте армије. Главнина Шесте армије имала је задатак да крене према Београду и да са севера стегне обруч.

### Српска војска
Обреновачки одред заузео је положаје на десној обали Колубаре, од њеног ушћа у Саву до ушћа Марице у Колубару, одред је имао задатак да спречи сваки продор на десну обалу Колубаре. Друга армија посела је фронт од ушћа Марице у Колубару до ушћа Грабовице у Љиг, имала је задатак да упорно брани овај део фронта. Трећа армија заузела је положаје од ушћа Грабовице у Љиг до реке Качер, са задатком да упорно брани средишњи део фронта. Прва армија посела је фронт правцем Гукоши – Медник – Баћенац – Руда – Маљен, са задатком да брани све прилазе преко Сувобора и Маљена према Горњем Милановцу и Чачку. Ужичка војска заузела је јужно крило фронта, са задатком да одбрани непријатељски продор према Ужицу. Одбрана Београда заузела је фронт по правцу Гроцка - Београд - Остружница - Обреновац, са главним задатком да одбрани Београд по сваку цену.
Аустроугарска Балканска војска са око 200.000 војника кренула је 16. новембра 1914. године у општи напад на фронт српских армија.
Српска војска добила је задатак да ровове што више приближи рововима непријатеља, како би онемогућила непријатеља да користи јачу артиљеријску ватру из страха да не погоде сопствене ровове. Српска артиљерија налазила се на подручју Обренових ливада, између Ћелија у лајковачкој и Жупањца и Шушњара у лазаревачкој општини.
Два дана пред почетак битке, у ноћи 14. новембра командант I Српске армије Петар Бојовић, бива рањен у ногу.

## Прва фаза битке - Дефанзива (16—30. новембра)
Колубарска битка почиње 16. новембра 1914. године, када су се српске трупе повукле на десну обалу Колубаре и Љига, и према наредби врховне команде почеле да се утврђују положаје, у покушају да ту зауставе продор аустроугарских снага.Аустријски генерал Алфред Краус записао је да је због временских услова и сталних кише, река Колубара, која уобичајено није нека препрека због мале ширине корита, постала озбиљна препрека, будући да се излила у долину и направила мочварно тло, које је отежавало кретање. Најтеже стање на фронту било је у 1.армији која је морала да се повлачи по брдско планинским пределима завејаним снегом. Такође је стигла наредба да се сви мостови на Колубари униште, ради онемогућавања даљег продора непријатеља. Поседањем нових положаја и пољским утврђивањем у групном систему затворени су сви правци из долине Колубаре и са Дрине воде у Србију. Због дугог повлачења, кише,зиме, недостатка обуће и повлачења становништва са војском, морал српских трупа је знатно опао.У борбама које су се развиле око прелаза на реци Колубари, Аустријанци су до 18. новембра заузели само Лазаревац. Српска врховна команда (СВК) се надала да ће јој набујале реке и мочварне обале помоћи у заустављању продора и издаје директиву да се кота Човка мора по сваку цену задржати, јер је планирала да са тих позиција крене у противнапад. О стању на фронту током Колубарске битке дефанзивне фазе Српска врховна команда пише: „Наши људи стално одступају и дању и ноћу и копају нова утврђења и напуштају их под новим нападима” непријатеља.Аустријанци покушали да пређу Колубару, али тешким мостовим треновима практично је био онемогућен прелаз, а топови које су војници вукли упадали су у каљугу до главчине точкова. О стању на фронту Димитрије Туцовић као учесник битке забележио је у свом ратном дневнику „(13. новембар) Јутрос нам освануо снег. (17. новембар - Враче брдо) Не зна човек да ли томе да се радује или да жали... На истим смо положајима. Чим свануло, непријатељ се приближава Колубари, што је изазвало велику ватру са наше стране. 18. новембра је напад 21. ландвер двизије у правцу Лазаревца и села Шопића заустављен јаком ватром Тимочке дивизије I позива на простору између Колубаре и линије село Шопић и Лазаревца, где су били изложени бочној артиљеријској ватри Шумадијске дивизије I позива са десне обале Пештана. Иако тучена јаком артиљеријском ватром левог крила 2. српске армије, 9. дивизија 8. корпуса је успела да се током 18. новембра пребаци преко Колубаре код Белог брода.73. пук чије су се трупе укопале у подножју Врачег брда су штитиле подизање понтонског моста, које је започело чим је пао мрак.Враче Брдо и Човка представљали су испадни угао целог српског фронта и непријатељ је могао да их туче унакрсном артиљеријском ватром. Враче брдо су бранили припадници 2.српске армије генерала Степе Степановића.18. новембра 1914. генерал Степа Степановић, обишао је Враче Брдо и Човку лично и на лицу места констатовао да су ови положаји изложени анфиладној и позадњој артиљеријској ватри противника и наредио је пуковнику Туцовићу, који је замењивао болесног генерала Илију Гојковића, да се та незгода умањи подесним распоредом фортифкације и да се положај одсудно брани. (19. новембар)Синоћ смо смењени са предстраже. Од зиме се руке укочиле. Али дошли смо у резерву на место које је сто пута горе. Дошли смо по ноћи. Она бедна легала која смо напипали по мраку пуна воде. Узнемирени и очајни војници пипају по мраку по трњу еда игде сува местанца узаман. Целу ноћ они су пречучали под настрешницама, цвокоћући од зиме и проклињући судбину. Димитрије Туцовић је касније на Враче Брду погинуо као командир 1. вода 1. чете 4. батаљона 1. пука Моравске дивизије првог позива 20. новембра 1914. године у борби на западном делу Враче брда, у рејону села Ћелије на десној обали реке Колубаре, околина Лајковца. "Нећу ни сада, као што нисам никада, ни помишљати да себе склањам од судбине која прати цео народ“ - написао је Димитрије Туцовић, уочи смрти, свом оцу... Метак га је погодио у срце и то кроз ратни дневник који му је био у џепу униформе. Туцовић се само без гласа стропоштао, а војници су га однели у шаторском крилу и сахранили. Туцовић је сахрањен недалеко од места погибије, на попришту битке, под једним храстом. Сахраном је руководи његов пријатељ др Драгутин Владисављевић. Српске трупе успеле су да задрже Аустроугаре неколико дана због лоше процене Оскара Поћорека да су ту стациониране српске заштитнице. Због тога он 20. новембра у борбу уводи 15. и 16. корпус VI армије:
- 15. корпус: правцем на фронт Медник, Баћинац, Рудо
- 16. корпус:
  - једна дивизија према Маљену
  - једна дивизија према Буковској планини

Увођење нових снага приморало је I армију (која је била бројчано надјачана) да се повлачи и она у ноћи 21. на 22. новембар заузима нове положаје на гребену Сувобора, али већ током поподнева 22. на линију фронта избијају Аустроугари. Живојин Мишић почиње да планира противнапад са Сувоборских положаја, али због тешког стања у Маљенском одреду одустаје од те идеје, што се показало као добра процена, јер аустроугарска војска већ 24. новембра у огорченој борби разбија Маљенски одред (у борби је погинуо и командант одреда).Аустријанци су успели да потисну Маљенски одред из предњих ровова и започели су утврђивање чиме су угрозили леви бок и крила Маљнског одреда. Овај пораз приморава лево крило I армије на повлачење на линију Игриште – Бабина Глава – Подови.25. новембра, аустријска 9. и 36. дивизија заузеле су Враче Брдо и Човку. Напредовање аустроугарских трупа наставља се заузећем коте Човка, због чега се Моравска дивизија I позива повлачи на Кремницу, што приморава повлачење десног крила III армије.
Живојин Мишић 26. новембра оцењује ситуацију у којој се I армија налази као јако лошу и стога се одлучује да:
- остане на тренутним положајима још неколико дана да не би угрозио цео фронт српске војске, али се не излажући могућем поразу.
- на време повуче главнину снага на положаје западно од Горњег Милановца односно линију Липе – Трипавац – Мрамор(457) – Главица(530) – лева обала Дичине.
- повлачење обезбеди заштитницама.

Сходно развоју ситуације, односно услед губитка: Конатице, Лазаревца, Човке, Губоша и Маљена, српска врховна команда одлучује да изврши припреме за повлачење на нове положаје, на шта ју је нагонио и сувише широк фронт. Српска врховна команда истог дана премешта своје седиште из Београда у Крагујевац. Као последњи покушај да се непријатељско надирање заустави, издата је директива Обреновачком одреду да изврши напад на Аустроугаре код Конатице и Степојевца, а II армији да помогне овај напад.

## Ровови
Према подацима и мемоарској грађи многих учесника, ровови су се састојали из грудобрана, тј земљаног насипа избаченог испред удубљења које је копано, копани су релативно близу аустријских ровова, негде на близини до 50 m, а негде растојање није било веће од 7 m. Постојали су плитки стрељачки ровови и дубоки ровови, и војници су на ровове врло често постављали импровизоване надстрешнице ради заштите од непријатељске ватре.Ровови су поседовали саобраћајнице које су их спајале са позадином. Негде је испред ровова постављана бодљикава жица или у недостатку бодљикаве жице било каква препрека до које би војници дошли.Пошто се Колубарска битка одигравала у Новембру у јесен и кише су биле обилате, ровови су били блатњави и пуни воде.Ровови су копани или на равном терену у близини обале реке Колубаре у долини или на стрмом терену, тј ивицама брда као што је Враче брдо. Услед константног повлачења током дефанзивне фазе, ровови су копани, али врло често и брзо напуштани, ради утврђивања бољих позиција.У српској војсци положај или ров се саображава конфигурацији земљишта, тј прва линија ровова у подножју гребена, друга на војничкој и трећа на топографској ивици гребена. Разорне гранате испаљиване из хаубица, биле су опасне за не само за живу силу већ и за артиљерију тако да се отпочело са копањем грудобрана који би били облагани плетивом од прућа дужине око 1 метар дебљине око 30 сантиметар постављаним изнад рова у неколико концентричних кругова а у њих би била чврсто набијана земља.

### Извод из наредбе СВК од 26. 11. намењен I армији
„У случају да будемо принуђени на повлачење поступити овако:“
- „5. -I армија повлачи се на линију Голубовац (496) – Проструга – Рајац – Сувобор – Бабина Глава“

Напад Обреновачког одреда, потпомогнут II армијом није успео и 28. новембра отпочиње повлачење према плану српске врховне команде од 26. новембра. Истог дана средишњи део фронта I армије бива пробијен и аустроугарске трупе избијају на Сувоборски гребен. Суочен са пробојем фронта и сопственом проценом да би повлачење по наредби српске врховне команде од 26. новембра довело до потпуног краха I армије, Живојин Мишић самоиницијативно доноси одлуку о повлачењу на положаје западно од Горњег Милановца и издаје наредбу да се са извршењем отпочне рано изјутра 29. новембра.Српска врховна команда добија информацију од заробљених аустријских војника, да је стање у аустријској војсци очајно, да су и аустријски војници попут српских преморени и да оскудевају у материјалу и да су развукли линије снабдевања улазећи дубље у српску територију.
Мишић предочава своју одлуку српској врховној команди и остаје при њој иако му је предочено да ће због његове одлуке додатно бити погоршан, ионако тежак, положај осталих српских трупа, а да ће Београд, као престоница, бити практично предат без борбе. На крају српска врховна команда усваја његов предлог и издаје директиву осталим снагама да изврше повлачење по плану од 26. новембра.
Непријатељ није ни приметио повлачење српске војске будући да је изведено по густој магли.
Српска војска без проблема, током 29. и 30. новембра заузима нове положаје и почиње да их утврђује за шта су велику заслугу имале српске заштитнице које су пружиле јак отпор Аустроугарима, због чега је VI армији издата наредба да наступа са крајњим опрезом.

### Закључци и наредбе команде Балканске војске 30.11.
„Команда Балканске војске цени ситуацију:“
- „српска војска се повлачи на нове положаје у циљу заштите рејона Аранђеловац – Горњи Милановац.“
- „снабдевање слабо (муниција, одећа, обућа, храна), због слабих путева.“
- „пут Лозница - Ваљево употребљив је само за лака возила.“
- „много болесника, 5.000, већином промрзлих“

Због свега тога команда Балканске војске наређује прекид офанзивних операција, с тим што ће се извршити утврда положаја у циљу заштите пруге Обреновац - Ваљево. У склопу ових наредби од:
- V армије се очекује да се помери ка североистоку, уђе у Београд и потом изврши удар и пробој на северни део српског фронта (линија Варовница - Космај)
- VI армије се очекује да се помери ка североистоку са циљем попуне фронта који остаје за V армијом

Рок извршења 02.12.1914.

## Проблем артиљеријске муниције
Српска војска се у октобру 1914. године суочила са недостатком артиљеријске муниције, након чега је издата наредба о рационалном коришћењу преосталих залиха, а од савезника је под хитно затражена испорука муниције. Артиљеријску муницију обећава Француска, али је коначно шаље Грчка у другој половини новембра, тако да јој Француска касније то надокнади. Након приспећа муниције са запрепашћењем бива констатовано да не одговара српским топовима. Иако је била намењена 75 мм топовима које је имала српска војска, чауре су биле дуже за 2,5 mm, због чега су за српске трупе биле неупотребљиве. (Постоје теорије, не без основа, да је Грчка намерно послала неподобну муницију. Наиме, грчки краљ Константин је био познати германофил. Но та теорија није доказана.) Без обзира на практично безизлазну ситуацију, муниција бива железницом транспортована до Ниша у ком је извршавано демонтирање. Након демонтирања муниција је одмах железницом упућивана у Крагујевачку тополивницу (будућу Заставу односно Црвену Заставу) у којој је извршавано скраћивање чауре и оспособљавање муниције, која је одмах затим пругом упућивана на ратиште. Брзина, која је била пресудна у овој операцији, не би могла бити постигнута по тада расквашеним и практично непроходним друмовима у Краљевини Србији, због чега је начелник штаба врховне команде, војвода Радомир Путник, железницу назвао:„V српском армијом“ (под IV армијом се вероватно сматрала Ужичка војска као највећа борбена формација након три армије).

## Прелазна фаза - одмор и прегруписавање (1—2. децембра)

### Закључци СВК од 1.12.
СВК на основу информација са ратишта, шаље командама армија следећи извештај о непријатељу:
- Стање код аустроугарских трупа је очајно (4000 заробљених, читаво митраљеско одељење се предало)
- Вршили су попуну људством и материјалом већ пет пута
- Мали број активних официра
- Хране се пљачком

и процењује стање у српској војсци:
- Војници су се одморили, јер три дана није било борбе
- Артиљеријска муниција је стигла на фронт
- Морално стање се поправило

На основу стања у I армији и извештаја о противнику, њен командант, генерал Живојин Мишић издаје наредбу да се током 2. децембра изврши груписање трупа на десном боку и да се отпочне са припремама за противнапад, који би отпочео 3. децембра. Аустроугарска војска изводи прегруписавање, према плану од 30. новембра и у рејону Лиспена и Голупца (483) долази у сукоб са српским предстражама.
Током 2. децембра окончана је попуна српске војске људством, регрутима, обвезницима и као последњи атом снаге, на ратиште су упућени ђаци, подофицири из војне школе у Скопљу, 1300 каплара. Они су пре краја обуке добили чинове каплара и упућени су на фронт, а сачињавали су их младићи, који су студирали како у Београду, тако и широм Европе и који су се ставили на располагање СВК. Попуна људства обућом и одећом је извршена сходно могућностима, али је била недовољна. Истог дана Мишић сачињава план противнапада и излаже га СВК. После дужег разматрања његов план је прихваћен и издаје се наредба свим трима армијама и Ужичкој војсци да 3. децембра крену у општи противнапад, док трупе Одбране Београда остају на својим положајима, да би заштитиле бок и позадину II армије.
План генерала Мишића предвиђао је:
- Главни удар са три дивизије на правац Ручићи - Проструга у циљу пробијања фронта 16. корпуса
- Помоћни удар једном дивизијом у правцу Теочин - Сувобор

Основна замисао била је да се брзо заузме гребен Сувобора и да се одатле изврши удар у долину Колубаре ка Ваљеву, са јасним циљем пресецања аустроугарских трупа на два дела.
Стога је Мишић наредио:
- Дринској дивизији I позива да продре на фронту Ручићи - Крива Река
  - Рељинском одреду и батаљону на Голубцу(483) чувају десни бок дивизије и изврше напад на линији Угриновци - Голубац(483)
- Моравској дивизији II позива да продире на фронту Ручићи – Озрен
- Дунавској дивизији I позива да продире на фронту Озрен – Лозањ
- Дунавској дивизија II позива да продире на фронту Лозањ – Брезна ка Бањанима и Теочину

поред тога он је захтевао и јаку артиљеријску припрему за напад речима:
„... да она својом снажном и обилном ватром, не штедећи у ови мах муницију, још у првим тренуцима, треба да сломи отпор непријатеља и да прокрчи пут пешадији.“
Дана 2. децембра командант Дринске дивизије I позива проследио је својим пуковима заповест О. бр. 1712:
„Командант I армије под О. бр. 3277 доставио је следеће: Верујем да ће непријатељ у току данашњег дана са својим јачим снагама подићи нашим положајима, вероватно групишући се јачом снагом према фронту Дунавске дивизије I позива и Моравске дивизије II позива... Чим непријатељ окрене леђа, треба га немилосрдно гонити. Колико год брже буде бежао, утолико га енергичније треба гонити, обасипајући му редове и ватром. Изашиљање пробраних војника и претицање непријатеља са бока имаће страшног утицаја на њега. Решио сам се да сутра рано предузмем напад целом Армијом. У овом смислу ободрите сву господу официре и војнике. Стрпљењу ваљда треба да буде једном крај!”
Аустроугарска војска је током 2. децембра 1914. године наставила кретање ка североистоку и ушла је у напуштени Београд.

## Друга фаза битке - противнапад (3—12. децембра)
У тренутку када су европске телеграфске агенције очекивале вести о слому српске војске и када је V аустроугарска армија приређивала свечану параду у Београду, отпочела је велика противофанзива целокупне српске војске.У  току ноћи јак мраз стегао је блатњави  терен,тако да је артиљерија могла да прати кретање пешадије и помаже јој топовском ватром. Након велике артиљеријске припреме у 7:00 отпочиње напад.Српски топови су са обронака Рудника тукли аустријске положаје.У освит зоре су српске батерије удвостручиле паљбу. У неодољивом налету, српски војници су искакали из блатњавих ровова и нападали под кишом куршума непријатељске положаје и освајали их. Аустроугарске трупе су у потпуности изненађене, јер су сматрале да је српска војска неспособна и за одбрану, а камоли за противудар, па су биле приморане на повлачење. Српска војска је првог дана пробила предње положаје 16. корпуса аустирјске војске и продрла 10 километара у дубину непријатељске одбране.  Само током борби 3. децембра заробљено је 3 официра, 400 подофицира и војника и 4 топа са 1000 граната. Због повољног развоја ситуације, Мишић наређује продужетак напада на 16. корпус, који није имао никакве резерве и који је био у сталном повлачењу са циљем овладавања гребенског масива Проструга – Рајац – Сувобор. Истовремено, остале српске армије бивају задржане јаким отпором на својим почетним положајима, због чега СВК 4. децембра наређује Мишићу, да по освајању Сувобора, обустави офанзиву, док се не рашчисти ситуација на осталим фронтовима. Око подне 5. децембра I армија избија на гребен Проструге и до краја дана га у потпуности заузима и ту се зауставља. Истовремено, Дунавска дивизија I позива успева да пресече одступницу аустроугарским трупама на Сувобору и Маљену и око 23:00 избија на Конџулско брдо и Чугуљ. Овим успесима I армије 5. децембра пробијен је фронт 16. корпуса аустроугарске војске и иако су остале армије и даље биле на својим почетним положајима, отпочело је гоњење непријатеља, док је Тимочка дивизија I позива (из састава II армије) послата као појачање Одбрани Београда.
Оскар Поћорек увиђа потпуни пораз 16. корпуса и пробој аустроугарског фронта, због чега 6. децембра наређује VI армији да се повуче на леву обалу Колубаре, наређујући:
- 16. корпусу да се повуче северно од Ваљева
- 15. корпусу да се повуче на линију Словац – Лајковац
- 13. корпусу да што је могуће дуже задржи положаје код Лазаревца

Истог дана I армија избија на линију Гугоши – Медник – Баћенац – Рудо – Маљен, што омогућава III армији успех на свом фронту и почетак гоњења непријатеља, који је приморан на повлачење, да би сачувао сопствене бокове. Истог дана, Ужичка војска излази на обалу Дрине, док је II армија, ослабљена пребацивањем Тимочке дивизије I позива, обуставила офанзиву држећи се одбрамбених дејстава.
У раним јутарњим часовима, истурени делови Дунавске дивизије I позива улазе у Ваљево, које је до краја дана ослобођено, док се 16. корпус утврђује на позицијама северно од Ваљева, у покушају пружања последњег отпора. III армија избија на Колубару и наставља да гони непријатеља на простору између Љига и Топлице, упућујући Дринску дивизију II позива као појачање II армији, која након тога прелази у напад.Друга армија је почела напад у 10 часова 3. децембра и потисла 42. дивизију, 36. дивизију обе 13.корпуса и делове 9. дивизије 8. корпуса и пред мрак напала њихове снаге рејону Кременице. Следећег дана продужен је напад Моравске 1. позива на делове 42. и 36. дивизије на које је Моравска 4 пута јуришала без успеха. У току 5. децембра  обновљен је напад на Кременицу са Моравском 1. и Тимочком 1. позива које су овладале северним делом Кремнице када гине командант Гвозденог пука Миливоје Стојановић Брка.
Тежиште борби 8. Децембра  били су на Варовници и Космају. На Варовници су вођене нарочито тешке борбе где су Аустријске трупе успеле да се приближе српским рововима на 200 метара даљине одакле су са више јуриша покушавале безуспешно да одбаче српске снаге са њихових положаја. 
Светислав Милосављевић учесник у борбама на Колубари забележио је о расулу аустријске војске:„Око Гукошког моста и свуда по друму око Гукоша према селу Топлици, трупе Дринске дивизије првог позива наилазиле су на трагове расула:изврнути аутомобили, поломљени фијакери и кола, поубијани коњи, читаве колоне топова, кара и разних комора, разбацане пушке, муниција и алат, колоне са колима пуних рањеника, на све стране разбацана непријатељева ратна архива.”
Оскар Поћорек наређује 8. 12. V армији да обустави напад и да се са VI армијом, која је у повлачењу, повуче и утврди на линији: Степојевац – Толобас – Градац – Парцански вис – Ковиона – Лина – Крајкова Бара – Мостиње (на Дунаву). Међутим следећег дана 16. корпус северно од Ваљева бива потпуно разбијен, због чега је 15. и остацима 16. корпуса наредио да се повуку ка Шапцу, а 13. корпусу да помогне V армији, у покушају да одржи положаје Раља – Степојевац – Обреновац (дужине 60 km). Ова линија фронта била је предугачка, тако да V армија 10. 12. заузима нове положаје Дубоко (на Сави)-Сремчица - Цветков гроб – Авала – Мостиње (дужине 32km).
СВК истог дана наређује I армији да се заустави у Ваљеву, обезбеди бок и позадину осталих армија, које ће отпочети пробој фронта V армије, а да истовремено делом снага настави протеривање 15. и 16. корпуса који су се у нереду повлачили ка Босни и Срему. Према наредбама, завршна офанзива за ослобођење Београда отпочиње 11. децембра ударом III армије у 5:00 односно I и II армије у 7:00.
Српска војска је потом преузела гоњење разбијене аустроугарске војске, после пробоја фронта на Сувобору. У гоњењу које је извела српска армија, било је довољно простора за паралелно гоњење,а морална надмоћност српске војске и енергичност којом је изведено гоњење,довели су до потпуног расула противничку војску. У гоњењу нарочито су до изражаја дошли предњи делови, коњица и гонећи одреди који су претежно дејствовали на бокове аустроугарских колона, али су вршили и јак притисак на заштитнице. По раскаљеним путевима на испресецаном земљишту, Мишићева 1. армија прешла је за 8 дана око 120 километара.
Аустроугарски 15. корпус, повлачећи се пред Дринском дивизијом I позива, у року од 27 часова прелази 40 km и код Шапца напушта територију Краљевине Србије, истовремено су се ка Шапцу, пред Дунавским дивизијама I и II позива, повлачили остаци 16. корпуса. Њиховим пребацивањем у Срем 12. децембра окончане су операције у Колубарској бици.
Остале непријатељске трупе су се након пораза на Авали повукле ка Београду, а у подне 14. децембра издата је наредба да се са првим мраком изврши повлачење преко Саве. Током ноћи, аустроугарске трупе су напустиле Београд, који је 15. децембра ослобођен, чиме су окончане борбе на балканском ратишту током јесени 1914. године.
О поразу аустријске војске Српска Врховна команда пише: „Непријатељ је био потпуно разбијен. У паничном бегу натраг према Ваљеву, за њим су остајали батерије, топовске каре, бачено оружје, комади одеће, стока...” Српска војска је заробила три аустријске заставе,  130  топова, 70 митраљеза и силан ратни плен.

## Губици током битке

### Губици војске Краљевине Србије
- Погинулих - 22.000
- Рањених - 91.000
- Заробљених - 19.000

Укупно је 153.373 војника, 2.110 официра и 8.074 подофицира избачено из строја.

### Губици Балканске војске Аустроугарске монархије
- Погинулих - 27.216 (војника и подофицира) + 1.080 (официра)
- Рањених - 118.911 (војника и подофицира) + 3.211 (официра)
- Заробљених - 1.800 (војника и подофицира) + 66 (официра)
- Несталих - 73.988 (војника и подофицира) + 656 (официра)
- Болесних - 44.117 (војника и подофицира) + 2.599 (официра)

Укупно је избачено из строја 266.212 војника и подофицира и 7.592 официра.

## Последице битке
Највећи значај Колубарске битке огледа се у томе што Аустроугарска није успела да својим снагама уништи Краљевину Србију, због чега су Централне силе и током 1915. године приморане да се боре на три фронта и што је још битније Немачка је била приморана да пошаље помоћ у људству на Балкански фронт, чиме су ослабљене њене снаге на преостала два фронта, а самим тим и њене шансе да успешно елиминише један од њих.
Битка је имала значај и на глобалном плану. Силовита српска победа одложила је улазак у рат Бугарске, која се спремала да уђе у рат на страни Централних сила, рачунајући да је Србија поражена и да ће без борбе доћи до територија око којих је против Краљевине Србије годину дана раније водила Други балкански рат. Српска победа је допринела одлуци Краљевине Италије да уђе у рат на страни Антанте.
Генерал Живојин Мишић је због успешног вођења операције 4.Децембра 1914. унапређен у чин војводе, док је његов супарник Оскар Поћорек смењен са места главнокомандујућег Балканске војске крајем 1914. године, а на његово место је постављен немачки фелдмаршал Аугуст фон Макензен.

Регент Александар Карађорђевић, образложио је одлуку о унапређењу Живојина Мишића у војводу речима:„Требало ми је да одам највеће признање човеку, који није изгубио главу, у време када је други већ нису имали.”
- Генерал Живојин Мишић, командант Прве српске армије и најзаслужнији за победу Србије у Колубарској бици, а након битке унапређен је у чин војводе.
- Командант Гвозденог пука Миливоје Стојановић Брка у биваку.
- Димитрије Туцовић држао је позицију на Враче Брду где је погинуо.
- Миливоје Анђелковић Кајафа преузео је гоњење аустријске војске у офанзивној фази битке.

## Значај Колубарске битке у историји ратовања
Колубарска битка ушла је у историју ратовања као јединствен пример да се војска, којој је предвиђен потпун слом, за кратко време реорганизује, пређе у контраофанзиву и нанесе непријатељу одлучујући пораз. Тактика прегруписавања само I армије и концентрисаног удара на VI армију (која је била развучена на широком фронту) коју је извео Живојин Мишић данас се изучава на војним школама широм света.
Колубарска битка је значајна и по томе што обе војске у операцијама нису имале стратегијске резерве, којима би могле да ојачају своје линије тамо где је то неопходно, већ су то постизале пребацивањем снага са једног на други део фронта.
Поред спомен цркве у Ћелијама код Лајковца у којој је костурница војника погинулих у Колубарској бици, у Лазаревцу је подигнута спомен црква у којој су похрањене кости српских и аустроугарских војника.
Током 2013. године почела је изградња спомен-цркве у Кадиној Луци, на падинама Рајца.

- Спомен црква Светог Ђорђа, испод Враче брда, код Лајковца.
- Спомен црква у Лазаревцу.

## У популарној култури
Ратни фотограф Андра Поповић у Ратном албуму 1914-1918, на страни 82 је приказао фотографију српске војске током Колубарске битке под насловом „Наша пешадија наступа под јаком ватром на коси Сувобора”. Битка је описана у Времену смрти. Добрица Ћосић је у другој књизи о бици описао како Живојин Мишић види од Маљена до Рајца, дуж сувоборских венаца у плитком, вијугавом испресецаном рову налази се српска војска завејана снегом и покривена маглом.
Добрица Ћосић је у књизи трећој Времена смрти, описао бојно поље после Колубарске битке, које је у потрази за сином посетио Вукашин Катић. У опису бојног поља стоји да је Вукашин дошао до првих ваљевских кућа, код којих се налази шљивик, испресецан рововима, око којих се налазе мртви војници и коњи, побацане пушке, ранчеви и делови униформе и да су гране и делови шљива поломљени од пушчаних зрна и топовских граната. Овај опису у потпуности одговара сеоском пределу брдовите Србије где се одвијала Колубарска битка.
Војни часопис „Одбрана” је 15. новембра 2015. године издао посебан додатак у виду стрипа „Марш на Дрину” у ком су илустроване Церска битка, Битка на Мачковом камену и Колубарска битка.
Битка је екранизована у филму и серији Краљ Петар Први (филм). Битка је такође екранизована у серији Димитрије Туцовић у епизоди 8 са приказом Туцовићеве погибије на Враче Брду. У екранизацији Туцовић се налази у вијугавом обичном рову, без подупирача ивица ровова, на ивици Враче брда, под константном артиљеријском паљбом.
Књижара Томе Јовановића и Јакшића, власника Милована Јакшића је у време Краљевине Југославије израдила илустрацију Колубарске битке заједно са илустрацијама Церске битке и битке на Дрини.На илустрацији под називом „Пораз Аустријске коњице на Колубари 1914.” види се у доњем левом углу група српских војника са официром како у лежећем положају испод оголелих бреза из митраљеза и пушака на обали Колубаре отвара ватру на аустријске коњанике који покушавају са супротне стране да пређу реку, док се у доњем десном углу види мост на Колубари. Илустрација је са другим илустрацијама била изложена у Јануару 2019. у Историјском музеју у оквиру изложбе Крај Великог рата и изложбе Ђорђе Чарапић Фусек.

## Галерија
- Литица на једном делу Врачег брда.
- Мост на реци Колубари село Веселиновићи.
- Река Рибница у селу Мионица је место на чијем мосту у механи је Живојин Мишић преузео команду од Петра Бојовића.
- Зграда Окружног начелства у Горњем Милановцу где је Живојин Мишић сместио штаб после повлачења 3. децембра пред офанзивну фазу Колубарске.
- Планина Сувобор била је поприште Колубарске битке.
- Река Колубара.
- Рајац поприште Колубарске битке
- Споменик Живојину Мишићу у Мионици где је преузео команду од Петра Бојовића.
- Реплика униформе Живојина Мишића.
- Споменик на Рајцу делу Сувобора.
- Споменик на мосту на реци Рибници у селу Мионица, где је у механи Живојин Мишић преузео команду од рањеног Петра Бојовића.
- Топ коришћен у Колубарској бици од стране српске војске.
- Труба коришћена од стране српске војске за сигнализацију, и аустријске трупе су током битке користиле трубне сигнале.